# Manto de Gemas (película 2022)
Manto de Gemas es una película que toca la problemática de la desaparición de mujeres y el narcotráfico en México, se estrenó en el año 2022. La cinta obtuvo el Premio del Jurado Oso de Plata en la Berlinale 2022 y del Premio Ojo a Mejor Dirección en el 20° Festival Internacional de Cine de Morelia FICM. Se encuentra nominada en dos categorías en los Premios Ariel en su 65 edición.
Esta película es la ópera prima de la directora de cine Natalia López Gallardo. Es una coproducción México-Argentina. Contó con el apoyo del Fondo para la Producción Cinematográfica de Calidad Foprocine y el Estímulo Fiscal a Proyectos de Inversión en la Producción y Distribución Cinematográfica Eficine, REI Cine y del INCAA.  Duración 118 minutos.

## Sinopsis
Es la historia de una mujer que durante su proceso de divorcio, decide apoyar la búsqueda de la hermana desaparecida de Mari trabajadora del hogar y amiga, por lo que se traslada a la zona rural de México
La desaparición de la hermana de Mari, entrecruza la vida de tres mujeres: Isabel Nailea Norvind, su empleada doméstica María Antonia Olivares, y la comandante de la policía local Aída Roa este largometraje retrata la vida de mujeres que por distintos motivos están en la búsqueda de sobrevivir ellas mismas.
El nombre de la película proviene de una idea budista que habla de que la realidad es un manto de gemas y que cada gema refleja el brillo de las demás, esto resume la visión colectiva que imprimió la directora a su filme.

¨Es una película que intenta hablar de algo que no es tan evidente, creo que intenta hablar sobre una dimensión más psicológica, una herida que compartimos todos, que ya no hay diferencias entre grupos sociales, sino que es algo que nos une. No tiene código y te puede hacer sentir incómodo y como algo que no terminas de entender, tiene un nivel de ambigüedad alto. Intenta ser una experiencia y la materia prima es que es real, México es un lugar lleno de contradicciones, estas tres realidades están por todas partes¨.
Natalia López, Directora

## Reparto
Nailea Norvind, Juan Daniel García, Mónica Poggio, Aída Roa, Antonia Olivares, Sherlyn Zavala, Balam Toledo, Ventura Rendón.

## Equipo Técnico
- Dirección: Natalia López Gallardo
- Guion: Natalia López Gallardo
- Música: Santiago Pedroncini
- Producción: Fernanda de la Peza, Joaquín del Paso, Natalia López Gallardo
- Diseño de vestuario: Mary Ann Smith
- Edición: Natalia López Gallardo, Omar Guzmán, Miguel Schverdfinger
- Diseño sonoro: Guido Berenblum, Thomas Becka
- Diseño de producción: Yves Roldán
- Dirección de fotografía: Adrián Durazo, Víctor Tendler, Raúl Locatelli.

Con colaboración de Calouma Films y Somos Piano.

## Comentarios de la Crítica
Manto de gemas, una película inquietante, árida, oscura y por momentos frustrante. No obstante, destaca por su representación de la violencia ligada al narcotráfico en México, planteándola como un malestar etéreo que atraviesa a todos sus habitantes, como un emprendimiento banal. Esto hay que agradecer porque la película no se toma como una burda oportunidad para celebrar la crueldad, de lo que ya tenemos suficiente. 
Alejandro Becerra. [cita requerida]
Imagen de gran fuerza Visual, es un caleidoscopio de imágenes sin una narrativa lineal, una cinta con un fuerte tono documental en donde conviven tres generaciones de distintas capas sociales en un lugar en donde aparecen cuerpos en basureros bañados por el sol, donde un hombre arde en llamas en medio de una muchedumbre que mira impávida. 
Eva Usi. [cita requerida]
Estamos viviendo el nacimiento de una nueva voz, una voz muy potente, única y que espero que el público empiece a descubrir.
Jorge Del Paso. [cita requerida]

## Estreno
Manto de gemas se estrenó en la Sala Leopoldo Lugones del Teatro San Martín en Buenos Aires, Argentina y se estrenó el día 9 de marzo en salas de cine de la república mexicana.